# Champsochromis caeruleus
Champsochromis caeruleus és una espècie de peix de la família dels cíclids i de l'ordre dels perciformes.

## Morfologia
Els mascles poden assolir els 32,2 cm de longitud total.

## Distribució geogràfica
És endèmic del llac Malawi (Àfrica oriental).